# Nightliner (Mixtape)
Nightliner ist das zweite Mixtape der Hamburger Rapperin Haiyti. Es wurde am 22. November 2016 zum Download über das Label Katamaran Music veröffentlicht.

## Produktion
Die Lieder des Mixtapes wurden von den Musikproduzenten AsadJohn, MCLIGNXM und Lex Lugner produziert.

## Covergestaltung
Das Albumcover zeigt den silbernen Schriftzug Haiyti und rechts darunter kleiner den Titel Nightliner in Weiß. Der Hintergrund ist lila gehalten und zeigt den Ausschnitt eines Nightliners.

## Gastbeiträge
Auf fünf Liedern des Mixtapes sind neben Haiyti andere Künstler vertreten. So ist der Rapper Skinny Voyou Finsta an den Songs Fata Morgana und Fiorucci beteiligt, während der Rapper Why SL Know Plug auf Halleluja zu hören ist. Der Track Kampfhund im Club ist eine Kollaboration mit dem Rapper GPC. Außerdem hat der Rapper Joey Bargeld einen Gastauftritt bei Mon Cheri.

## Titelliste
| #  | Titel              | Gastmusiker         | Länge |
| -- | ------------------ | ------------------- | ----- |
| 1  | Kampfhund im Club  | GPC                 | 2:33  |
| 2  | Webcamgirl         |                     | 3:19  |
| 3  | Geld, Taxis, Hotel |                     | 2:23  |
| 4  | Fata Morgana       | Skinny Voyou Finsta | 3:33  |
| 5  | Echte Waffen       |                     | 3:20  |
| 6  | Playboykette       |                     | 3:12  |
| 7  | Mon Cheri          | Joey Bargeld        | 3:04  |
| 8  | Globus             |                     | 2:24  |
| 9  | Halleluja          | Why SL Know Plug    | 4:22  |
| 10 | Fiorucci           | Skinny Voyou Finsta | 2:33  |
| 11 | Crime Life         |                     | 3:37  |
| 12 | Fast verliebt      |                     | 3:17  |
| 13 | Hier               |                     | 3:05  |

## Videos
Zu fünf Liedern des Mixtapes wurden Musikvideos veröffentlicht. So erschienen Videos zu Globus, Fiorucci, Echte Waffen, Halleluja und Crime Life.

## Rezeption
| Professionelle Bewertungen | Professionelle Bewertungen |
| -------------------------- | -------------------------- |
| Kritiken                   |                            |
| Quelle                     | Bewertung                  |
| laut.de                    | [ 2 ]                      |

Johannes Jimeno von laut.de bewertete das Mixtape mit vier von möglichen fünf Punkten. Er bezeichnete es als „ein Feuerwerk an Club-Bangern, Trap- und Cloudrap vom Feinsten mit abwechslungsreichen Beats und bemerkenswert aggressiv-ansteckender Attitüde“. Haiyti halte „mühelos das hohe Niveau“ vom Vorgänger City Tarif und ihre „stimmliche Vielfalt“ sei „beeindruckend“. Lediglich die letzten drei Songs könnten mit dem Rest nicht ganz mithalten.
Auf rap.de wurde Nightliner ebenfalls positiv bewertet. Das Mixtape führe „Haiytis Stil weiter ohne zu sehr an Toxic oder City Tarif zu erinnern“. Es verfüge über eine „moderne Soundästhetik“, wobei ruhigere Lieder, wie Globus „das bekannte Schema“ aufbrächen. Lediglich die Beats seien sich „oft sehr ähnlich“.
Lukas Päckert von MZEE lobte das Mixtape und bezeichnete es als „konsequente Weiterentwicklung einer aufstrebenden Künstlerin, die sich in nur einem Jahr einen festen Platz in der hart umkämpften Szene erarbeitet hat.“